# Polygamia aequalis
Em botânica, segundo o sistema de Linné, Polygamia aequalis  é uma das cinco ordens de plantas pertencentes à classe Syngenesia.
As plantas desta ordem se caracterizam-se por apresentarem inflorescência arranjadas em capítulos, com todas as flores hermafroditas e os estames soldados pelas anteras.
Gêneros: Tragopogon, Scorzonera, Picris, Sonchus, Lactuca, Chondrilla, Prenanthes, Leontodon, Hieracium, Crepis, Andryala, Hyoseris, Hypochaeris, Lapsana, Catananche, Cichorium, Scolymus, Elephantopus, Gundelia, Echinops, Arctium, Serratula, Carduus, Cnicus, Onopordum, Cynara, Carlina, Atractylis, Carthamus, Stoebe, Bidens, Cacalia, Eupatorium, Ageratum, Staehelina, Chrysocoma, Tarchonanthus, Santolina, Tanacetum